# Insyriated
Insyriated is een Belgisch-Frans-Libanese film uit 2017, geschreven en geregisseerd door Philippe Van Leeuw.

## Verhaal
De film speelt zich volledig af in één flat in het hedendaagse Syrië en vertelt over een dag uit het leven van enkele slachtoffers van de Syrische burgeroorlog, zoals er misschien duizenden zo beleefd hebben. Om te overleven moeten ze meerdere malen per dag keuzes maken die een impact kunnen hebben op leven en dood.

## Rolverdeling
| Acteur               | Personage   |
| -------------------- | ----------- |
| Hiam Abbass          | Oum Yazan   |
| Diamand Bou Abboud   | Halima      |
| Juliette Navis       | Delhani     |
| Mohsen Abbas         | Abou Monzer |
| Moustapha Al Kar     | Samir       |
| Alissar Kaghadou     | Yara        |
| Ninar Halabi         | Aliya       |
| Mohammad Jihad Sleik | Yazan       |
| Elias Khatter        | Karim       |

## Prijzen en nominaties
De belangrijkste:
| Jaar | Prijs                                   | Categorie                             | Genomineerde(n)                       | Uitslag  |
| ---- | --------------------------------------- | ------------------------------------- | ------------------------------------- | -------- |
| 2018 | Magritte du cinéma                      | Beste film                            | Beste film                            | Gewonnen |
| 2018 | Magritte du cinéma                      | Beste regie                           | Philippe Van Leeuw                    | Gewonnen |
| 2018 | Magritte du cinéma                      | Beste filmmuziek                      | Jean-Luc Fafchamps                    | Gewonnen |
| 2018 | Magritte du cinéma                      | Beste scenario of bewerking           | Philippe Van Leeuw                    | Gewonnen |
| 2018 | Magritte du cinéma                      | Beste geluid                          | Paul Heymans, Alek Gosse              | Gewonnen |
| 2018 | Magritte du cinéma                      | Beste beeld                           | Virginie Surdej                       | Gewonnen |
| 2018 | Prix Lumières                           | Beste Franstalige film in coproductie | Beste Franstalige film in coproductie | Gewonnen |
| 2017 | Internationaal filmfestival van Berlijn | Label Europa Cinemas                  | Philippe Van Leeuw                    | Gewonnen |
| 2017 | Internationaal filmfestival van Berlijn | Panorama Audience Award               | Philippe Van Leeuw                    | Gewonnen |

## Productie
De film werd opgenomen in Libanon en een aantal acteurs, zowel kinderen als volwassenen zijn Syriërs die hun land zijn ontvlucht en in Libanon wonen.
De film ging op 11 februari 2017 in première op het internationaal filmfestival van Berlijn 2017 in de panorama-sectie waar hij bekroond werd met de publieksprijs. Insyriated werd ook geselecteerd als openingsfilm van het Film Fest Gent 2017